# Arenaria graveolens
Arenaria graveolens är en nejlikväxtart som beskrevs av Schreber. Arenaria graveolens ingår i släktet narvar, och familjen nejlikväxter. Inga underarter finns listade i Catalogue of Life.